# Эрцбергское родео

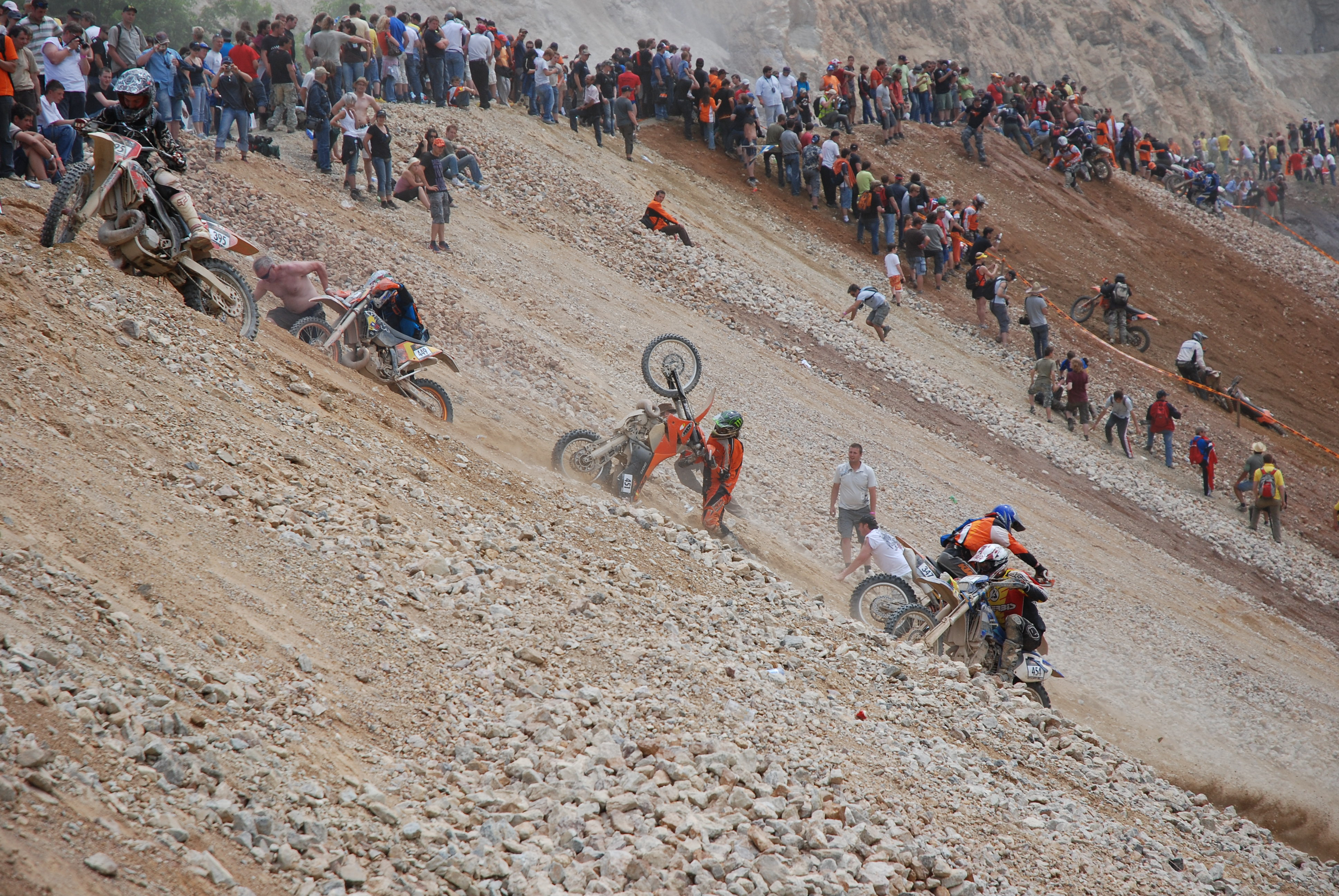
Старт

Эрцбергское родео (нем. Erzberg Rodeo) — австрийская мотогонка класса эндуро, проходящая ежегодно с 1995 года в мае или июне. Крупнейшая в своём виде в Европе. Спонсором является компания Red Bull GmbH, организатором является Карл Катох.

## Структура гонки
Мотогонка длится четыре дня и состоит из следующих событий:
- Четверг: эндурокросс Rodeo-X с 2008 года; участники должны продемонстрировать лучшие навыки и трюки мотоспорта. С 2009 года проводится также гонка Rocket Ride: 300 гонщиков стремятся взобраться на гору за рекордное время, лучшие 48 гонщиков выходят в финальный этап и делятся на группы по 6 человек. Топ-3 из каждой группы выходит в следующий раунд, и так до определения победителя гонки.
- Пятница и суббота: гонка Iron Road Prologue на дистанции 13 км, квалификация к воскресным соревнованиям. Участвуют классы мотоциклов Desert Bomber, уличные мотоциклы, скутеры, мопеды и квадроциклы. До 1500 участников. Интервал между стартами от 20 до 40 секунд, гонка длится с 9:00 по 17:00.
- Воскресенье: гонка Red Bull Hare Scramble. 500 лучших гонщиков Iron Road Prologue стартуют по маршруту, который меняется каждый год. Протяжённость маршрута — 35 км.

## Победители гонки Hare Scramble
| Год  | Победитель                                                       | Страна                                  | Мотоцикл  |
| ---- | ---------------------------------------------------------------- | --------------------------------------- | --------- |
| 1995 | Элфи Кокс                                                        | ЮАР                                     | KTM       |
| 1996 | Кристиан Пфайффер                                                | Германия                                | GasGas    |
| 1997 | Кристиан Пфайффер                                                | Германия                                | GasGas    |
| 1998 | Джованни Зала                                                    | Италия                                  | KTM       |
| 1999 | Стефано Пассери                                                  | Италия                                  | KTM       |
| 2000 | Кристиан Пфайффер                                                | Германия                                | GasGas    |
| 2001 | Юха Салминен                                                     | Финляндия                               | KTM       |
| 2002 | Сириль Депре                                                     | Франция                                 | KTM       |
| 2003 | Сириль Депре                                                     | Франция                                 | KTM       |
| 2004 | Кристиан Пфайффер                                                | Германия                                | GasGas    |
| 2005 | Дэвид Найт                                                       | Великобритания                          | KTM       |
| 2006 | Дэвид Найт                                                       | Великобритания                          | KTM       |
| 2007 | Тадеуш Блажусяк                                                  | Польша                                  | KTM       |
| 2008 | Тадеуш Блажусяк                                                  | Польша                                  | KTM       |
| 2009 | Тадеуш Блажусяк                                                  | Польша                                  | KTM       |
| 2010 | Тадеуш Блажусяк                                                  | Польша                                  | KTM       |
| 2011 | Тадеуш Блажусяк                                                  | Польша                                  | KTM       |
| 2012 | Джонни Уокер                                                     | Великобритания                          | KTM       |
| 2013 | Грэм Джарвис                                                     | Великобритания                          | Husaberg  |
| 2014 | Джонни Уокер                                                     | Великобритания                          | KTM       |
| 2015 | Джонни Уокер, Грэм Джарвис, Альфредо Гомес, Андреас Леттенбихлер | Великобритания (оба), Испания, Германия | KTM HUSQ  |
| 2016 | Грэм Джарвис                                                     | Великобритания                          | Husqvarna |